# Omega (společnost)
Omega je švýcarská hodinářská firma, která patří mezi nejslavnější hodinářské firmy na světě.

## Motto firmy
„Everyone´s choice begins with a dream, because with dreams EVERYTHING IS POSSIBLE“.
Každého volba začíná sny, protože s nimi je možné všechno.

## Historie

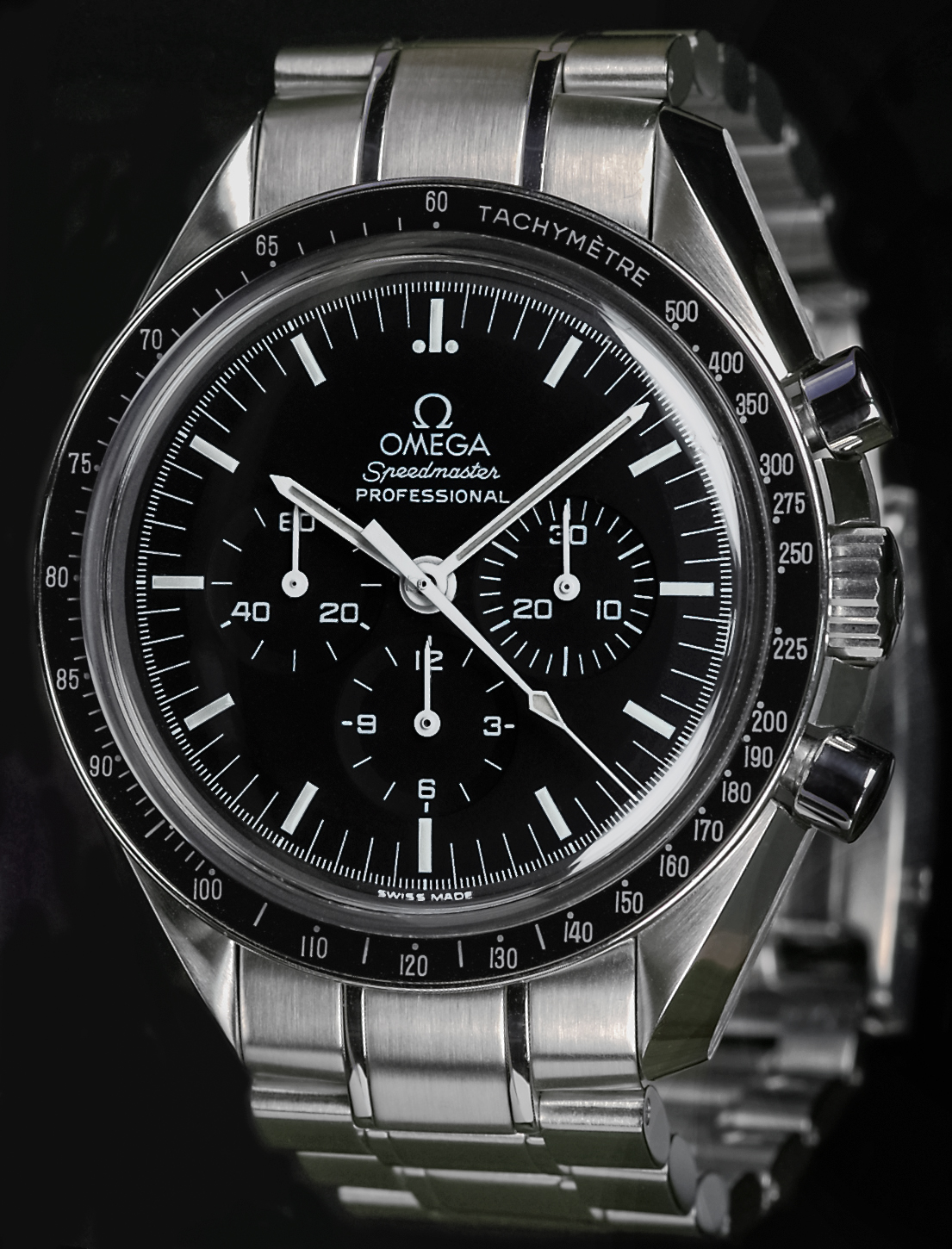
Omega Speedmaster

Firma Omega byla založena v roce 1848 Louisem Brandtem v dílně La Chaux-de-Fonds, Švýcarsko. Toto město je pokládáno za kolébku švýcarských hodinek. Teprve v roce 1894 byl v Bienne vytvořen název Omega podle úspěšného modelu hodinek Omega kalibr 19. V letech 1917–1918 byla firma Omega dodavatelem hodinek Britskému královskému letectvu (RAF). V roce 1932 byl čas na olympiádě poprvé měřen chronometry Omega a od té doby je tato tradice zachována. V roce 1965 byly hodinky Omega vybrány pro NASA jako chronograf pro vesmírné programy. V roce 1969 vystoupil Buzz Aldrin jako druhý člověk v historii na Měsíc a protože Neil Armstrong vystoupil na Měsíc bez hodinek, staly se Aldrinovy hodinky Omega model Speedmaster prvními hodinkami na měsíci. V roce 1989 se Omega Professional staly oficiálním hodinkami sovětských astronautů. Bývalý astronaut NASA s československými kořeny Eugene Cernan, poslední člověk na Měsíci, byl ambasadorem této značky.

## Výrobky
Omega patří mezi známe hodinářské firmy společně s firmami Rolex, Breitling a tvoří nejznámější švýcarské značky hodinek i mezi laiky. Značka Omega je v současnosti součástí Swatch Group, kde zastupuje výrobky vyšší cenové kategorie. Její výrobky jsou označeny Swiss made, protože jejich výroba i montáž je prováděna ve Švýcarsku a je pověstná svojí kvalitou.